# دلفين شائع قاروري الأنف
الدلفين الشائع قاروريّ الأنف (ويُعرَف أيضاً بالدلفين قاروري الأنف فحسب، لكن تُلحَق به كلمة «الشائع» لتمييزه عن الجنس الذي يحمل الاسم نفسه) هو نوع من فصيلة الدلافين المحيطيَّة، ويُعَدّ أكثر أنواعها شهرة ودراسة علمياً.
الدلافين الشائعة قارورية الأنف هي أكثر أنواع الدلافين ألفة وشهرة بالنسبة للعامّة، ويعود ذلك إلى كثرة استعمالها بالعروض في الحدائق المائية ومراكز الحياة البرية، وكثرة ظهورها بالأفلام والبرامج التلفزيونية. هذه الدلافين هي أكبر الدلافين المنقارية حجماً، وهي تقطن المحيطات المعتدلة والمدارية في أنحاء العالم، ولذلك فوجودها لا ينعدم إلا بالمياه القطبية. كان اسم نوع هذا الدلفين ت. ترونكاتوس يُستَخدم فيما مضى للإشارة إلى جميع الدلافين قارورية الأنف، لكنه فصل حديثاً إلى نوعين مستقلّين هما الدلفين الشائع والهندو-هادئي. وقد ظلّ يُعرَف هذا النوع بالدلفين قاروري الأنف فقط بالكثير من الأحيان، غير أن بعض المؤلفين بدؤوا بتسميته بـ«الشائع» بعد وصف الدلفين الهندو-هادئي كنوعٍ جديد، بغرض التمييز بين النوعين. عثر على اختلافات جينية جديرة بالاعتبار بين أفراد الدلفين الشائع قاروري الأنف، ولذا لا زال بعض الباحثين يعتقدون أنه يجب فصله إلى عدة أنواعٍ مستقلّة.

## الوصف
الدلافين الشائعة قارورية الأنف رمادية اللون، ويبلغ طولها ما بين مترين وأربعة أمتار، فيما تزن ما يتراوح من 150 إلى 650 كيلوغراماً، وتكون الذكور عادة أكبر حجماً وأثقل وزناً من الإناث. يبلغ طول هذه الدلافين في أغلب أنحاء العالم ما بين 2.5 و3.5 أمتار، وأوزانها ما بين 200 و500 كيلوغرام. تلد العجول بطول 0.8 إلى 1.4 متر، وتزن 15 إلى 30 كيلوغراماً. تتميَّز الدلافين قارورية الأنف بخطمها القصير سهل التّمييز الذي يبدو بشكله كأنه قارورة شراب قديمة، ومن هنا جاء اسم النوع. لكن مع ذلك - كما هي الحال في جميع أنواع الدلافين والحيتان - لا يؤدي هذا الخطم وظائف الأنف، إذ أن ذاك تطوَّر إلى فتحة النفث الموجودة فوق رؤوس هذه الحيوانات.